# Красна Вишеулуј (Марамуреш)
Красна Вишеулуј (рум. Crasna Vișeului) насеље је у Румунији у округу Марамуреш у општини Бистра. Oпштина се налази на надморској висини од 400 m.

## Становништво
Према подацима из 2002. године у насељу је живело 1461 становника.

### Попис2002.
| Расподела становништва по националности 2002.‍ | Расподела становништва по националности 2002.‍ | Расподела становништва по националности 2002.‍ | Расподела становништва по националности 2002.‍ | Расподела становништва по националности 2002.‍ |
| --------------------------------------------- | --------------------------------------------- | --------------------------------------------- | --------------------------------------------- | --------------------------------------------- |
|                                               |                                               |                                               |                                               |                                               |
| Румуни                                        | Румуни                                        |                                               | 214                                           | 14,6%                                         |
| Украјинци                                     | Украјинци                                     |                                               | 1.247                                         | 85,4%                                         |